# Szentborbás, Somogy
Szentborbás (în croată Brlobaš) este un sat în districtul Barcs, județul Somogy, Ungaria, având o populație de 123 de locuitori (2011).

## Demografie
Componența etnică a satului Szentborbás
     Maghiari (49,74%)
     Croați (33,51%)
     Romi (14,66%)
     Necunoscut (2,09%)
     Alții (2,09%)
Componența confesională a satului Szentborbás
     Romano-catolici (62,6%)
     Fără religie (13,82%)
     Necunoscută (23,58%)
Conform recensământului din 2011, satul Szentborbás avea 123 de locuitori. Nu există o etnie majoritară, locuitorii fiind maghiari (49,74%), croați (33,51%) și romi (14,66%). Apartenența etnică nu este cunoscută în cazul a 2,09% din locuitori.  Din punct de vedere confesional, majoritatea locuitorilor (62,6%) erau romano-catolici, cu o minoritate de persoane fără religie (13,82%). Pentru 23,58% din locuitori nu este cunoscută apartenența confesională.